# Marpesia
Marpesia  ("raptora") o Martesia (en griego antiguo: Μαρπησία) era una reina de las amazonas y hermana de Lampedo. Ellas gobernaron junto a Otrera, consorte de Ares, después de la muerte de Lisipe. 
Marpesia fue una de las gobernantes que ayudó a establecer la ciudad de Éfeso. También estableció una ciudad en las montañas del Cáucaso referida como "Roca de Marpesia" o "Peñasco Marpesia". Alejandro Magno más tarde construyó puertas que serían llamadas las "Puertas de Alejandro". Esta era una localidad del Río Termódona, en la Capadocia. Estas hermanas extendieron la influencia de las amazonas por Europa y Asia Menor donde se convirtieron en una amenaza terrible. 
Marpesia fue sucedida por su hija Oritía y por las hermanas Hipólita y Antíope después de haber sido muerta en una batalla contra una invasión de bárbaros asiáticos.